# Réguiny
Réguiny (bretonisch: Regini) ist eine französische Gemeinde mit 1.944 Einwohnern (Stand 1. Januar 2022) im Département Morbihan in der Region Bretagne. Sie gehört zum Gemeindeverband Pontivy Communauté.

## Geographie
Réguiny liegt im Norden des Départements Morbihan und gehört zum Pays de Pontivy.
Nachbargemeinden sind Crédin im Norden, Pleugriffet im Osten, Radenac und Moréac im Süden sowie Évellys mit Naizin im Westen und Nordwesten.
Der Ort liegt etwas abseits von Straßen für den überregionalen Verkehr. Die wichtigste Straßenverbindung durch die Gemeinde ist die D11 von Rohan nach Saint-Jean-Brévelay. Der nächste bedeutende Straßenanschluss ist die N24, die mehrere Kilometer südlich der Gemeinde verläuft. Der Bahnanschluss durch die Chemins de fer du Morbihan wurde bereits 1939 wieder aufgegeben.
Die bedeutendsten Gewässer sind einige Bäche wie Coëdon, Runio und Bonvallon. Entlang dieser Wasserläufe verläuft teilweise die Gemeindegrenze.

## Geschichte
Die Gemeinde gehörte zur bretonischen Region Bro-Gwened (frz. Vannetais) und innerhalb dieser Region zum Gebiet Bro Baod (frz. Pays de Baud) und teilt dessen Geschichte. Von 1801 bis zu dessen Auflösung am 10. September 1926 gehörte sie zum Arrondissement Ploërmel.

## Bevölkerungsentwicklung
| Jahr      | 1962 | 1968 | 1975 | 1982 | 1990 | 1999 | 2006 | 2019 |
| Einwohner | 1552 | 1638 | 1739 | 1695 | 1490 | 1530 | 1668 | 1964 |

## Sehenswürdigkeiten
- Kirche Saint-Clair von 1899 bis 1906 errichtet, mit Statuen aus einer älteren Dorfkirche
- Kapelle Saint-Malo im Ort Locmalo aus dem Jahr 1710
- Schlösser Porhman (15.–17. Jahrhundert) und Le Resto (1733/1906)
- Kalvarienberg auf dem Dorffriedhof
- Kalvarienberg von Porhman von 1843
- Brunnen Saint-Men in Locmalo
- Brunnen Saint-Clair aus dem späten 18. Jahrhundert
- Wassermühlen von Porhman und Ferrand
- Museum Les Sanglots longs (Zeit des Zweiten Weltkriegs mit regionalen und lokalen Geschichten)
- Monument de la Résistance, erinnert an die Erschießung des Résistance-Kämpfers Louis-Auguste Nicolas am 18. Juli 1944
- gallische Stele mit Kreuz

Quelle:

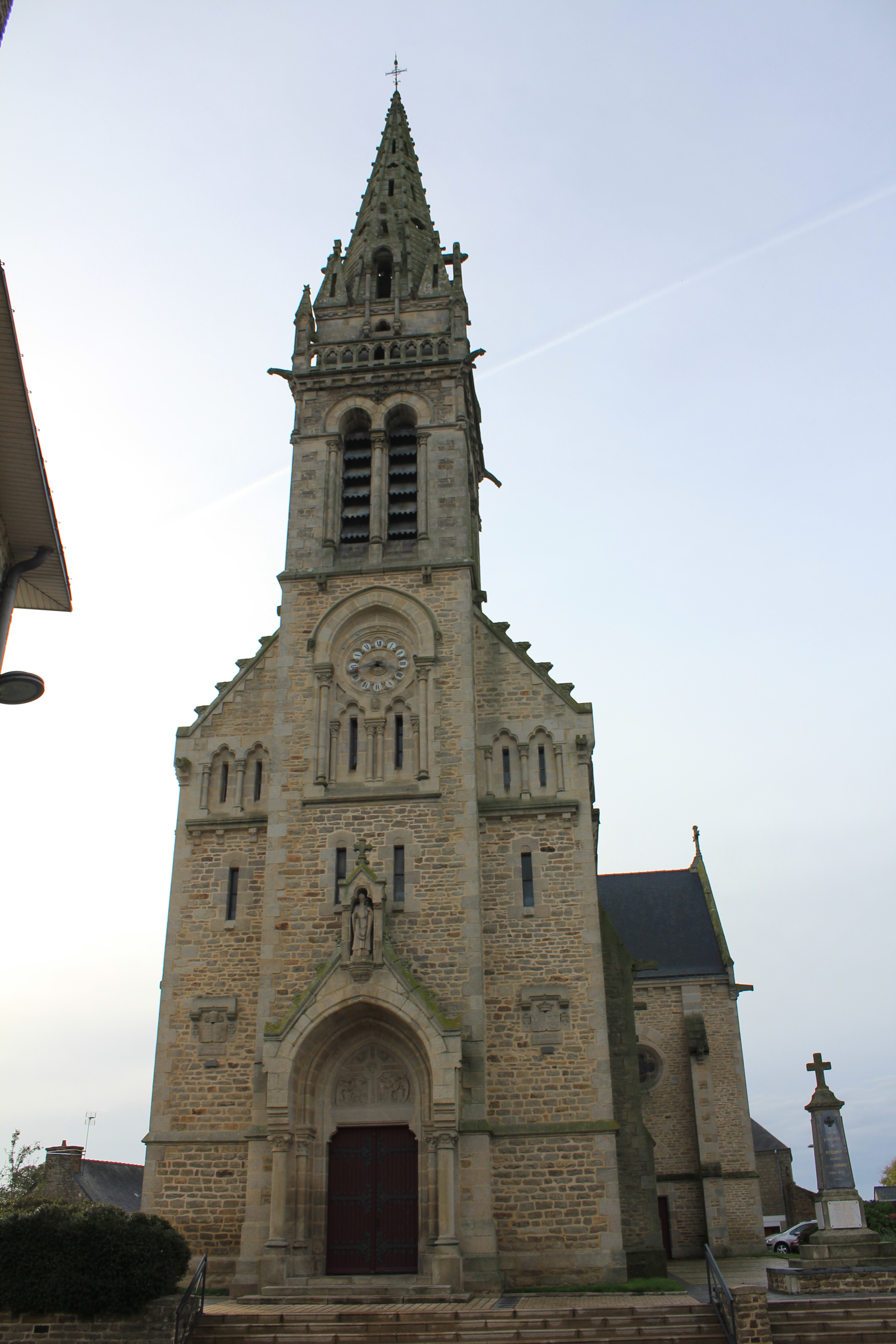
Kirche Saint-Clair
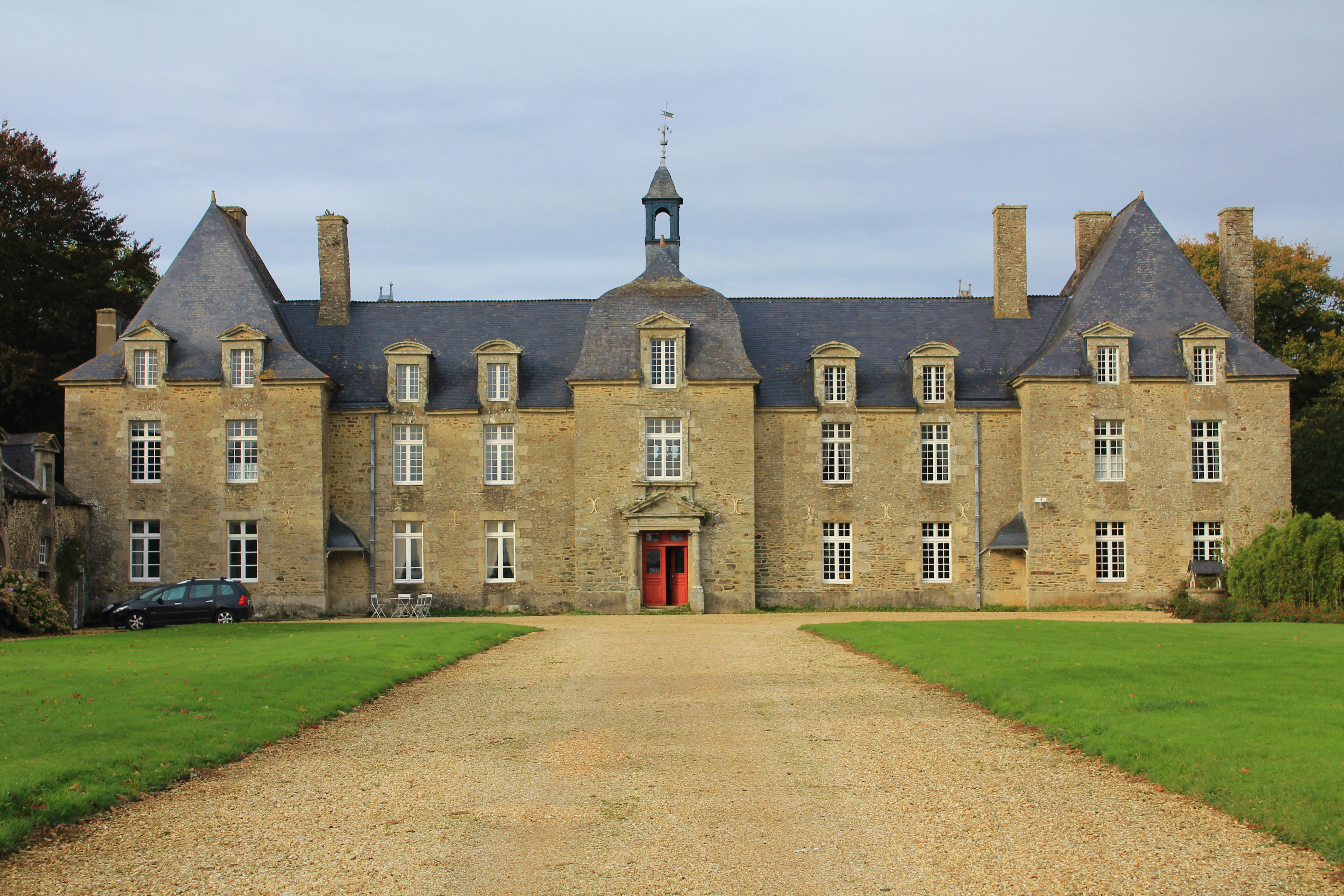
Schloss Porhman